# Artur Leinwand

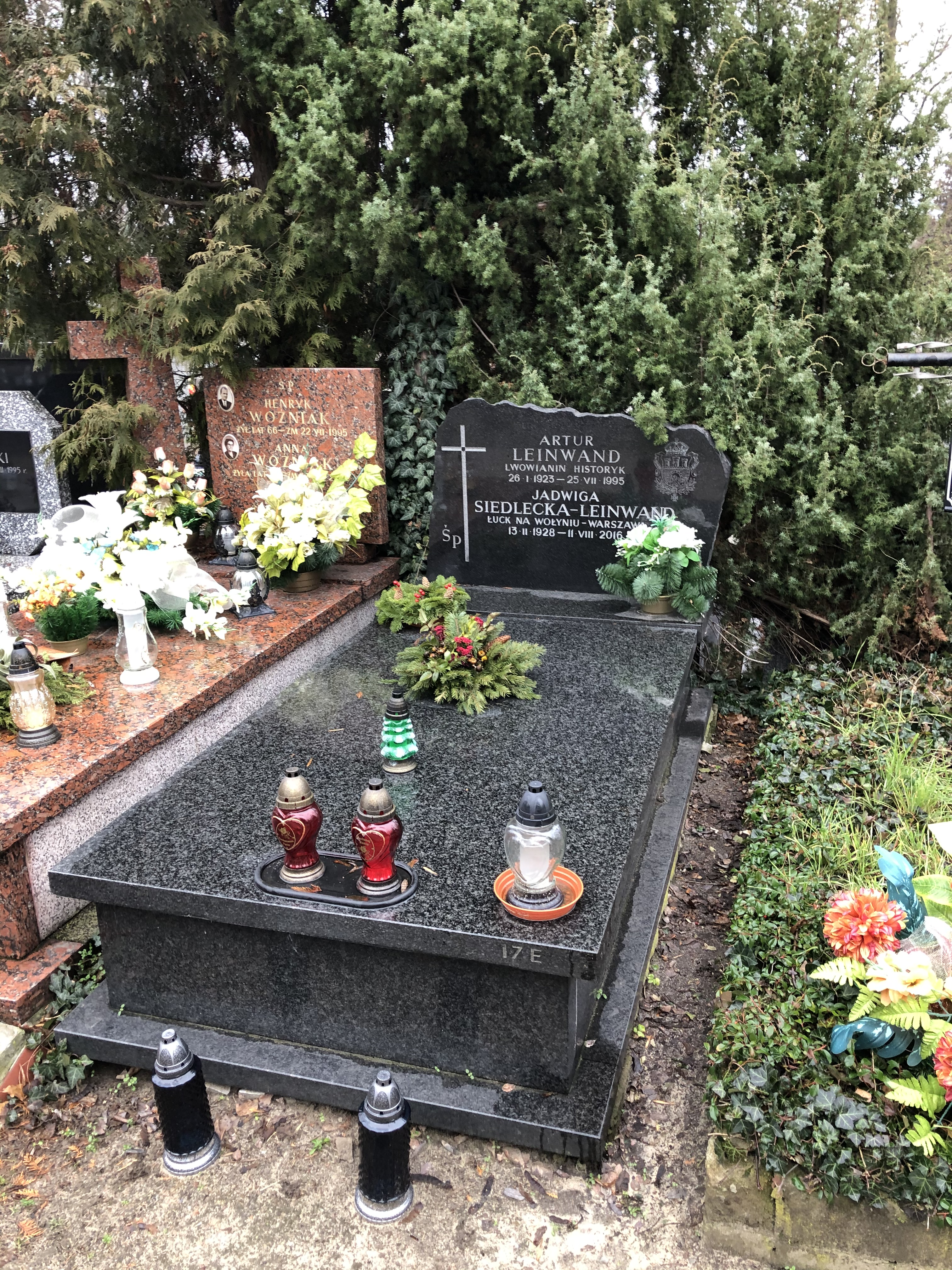
Grób Artura Leiwanda na cmentarzu Bródnowskim w Warszawie

Artur Leinwand (ur. 26 stycznia 1923 we Lwowie, zm. 25 lipca 1995) – polski historyk, docent doktor habilitowany, pułkownik Wojska Polskiego.

## Życiorys
W okresie II wojny światowej został zesłany do Zagłębia Donieckiego i Azji Środkowej. Następnie żołnierz I Armii Wojska Polskiego. Po wojnie jako wojskowy ukończył historię na Uniwersytecie Warszawskim. Jako pułkownik oddelegowany do pracy w Wojskowej Akademii Politycznej. Był zatrudniony w Katedrze Historii Polski i Polskiego Ruchu Robotniczego. W 1968 zwolniony z wojska. Zajmował się dziejami polskiego ruchu socjalistycznego, dziejami Lwowa w XX wieku, dwudziestoleciem międzywojennym oraz II wojną światową. Autor haseł w Słowniku biograficznym działaczy polskiego ruchu robotniczego. Pochowany na cmentarzu bródnowskim w Warszawie (kw. 17E-6-20).

## Wybrane publikacje
- Polska Partia Socjalistyczna wobec wojny polsko-radzieckiej 1919-1920, Warszawa: Państwowe Wydawnictwo Naukowe 1964.
- Materiały do ćwiczeń z historii polskiego ruchu robotniczego w latach 1864-1918, zebrał i oprac. Artur Leinwand, Warszawa: WAP 1965.
- Historiografia Drugiej Rzeczypospolitej o Rewolucji Październikowej, (Państwowe Wydawnictwo Naukowe, Warszawa, 1967
- Pogotowie Bojowe i Milicja Ludowa w Polsce 1917-1919, Warszawa: "Książka i Wiedza" 1972.
- Archiwum polityczne Ignacego Paderewskiego, t. 4: 1935-1940, oprac. Tadeusz Jędruszczak, Artur Leinwand, Wrocław: Zakł. Nar. im. Ossolińskich 1974.
- Bolesław Limanowski, Historia demokracji polskiej w epoce porozbiorowej, wstępem poprzedził i przypisami opatrzył Artur Leinwand, wyd. 5, Warszawa: Państwowy Instytut Wydawniczy 1983.
- Poseł Herman Lieberman, Kraków - Wrocław: Wydaw. Literackie 1983.
- PPS - Polska Partia Socjalistyczna 1892-1982, Warszawa: "Krąg" 1983 (pseud. Karol Szary)
- Adam Uziembło, Ludzie i Tatry, wstępem opatrzył Artur Leinwand, Kraków: Wydaw. Literackie 1987.
- Tadeusz Szturm de Sztrem, Warszawa: PWN 1987.
- Przywódcy Polski Podziemnej przed sądem moskiewskim, wyd. 2 popr. i uzup., Warszawa: "Pokolenie" 1989 (pseud. Kazimierz Leopold, wyd. 3 popr. i poszerz. Warszawa: Agencja Wydawnicza "Placet" 1992).
- Obrona Lwowa: 1-22 listopada 1918, t. 1: Relacje uczestników, przedmowa Artur Leinwand, Warszawa: "Volumen" 1991.
- Dokumenty obrony Lwowa 1939, oprac. oraz wstępem i przypisami opatrzył Artur Leinwand, Warszawa: Instytut Lwowski 1997.

## Odznaczenie
- Srebrny Medal „Zasłużonym na Polu Chwały” za Lenino (1946)[5]